# هورست ويبر
هورست ويبر (بالألمانية: Horst Weber)‏ هو سباح ألماني، ولد في 20 أغسطس 1939، وتوفي في 2002.

## روابط خارجية
- هورست ويبر على موقع الاتحاد الدولي للسباحة (الإنجليزية)
- هورست ويبر على موقع اللجنة الأولمبية الدولية (الإنجليزية)
- هورست ويبر على موقع أوليمبيديا (الإنجليزية)